# Cialda di Montecatini
La cialda di Montecatini è una specialità dolciaria tipica della cittadina di Montecatini Terme in provincia di Pistoia. Un ristretto numero di pasticcieri della città produce questa specialità nata nella prima metà del Novecento.

## Descrizione
Il dolce si presenta come un disco dello spessore di circa due millimetri e un diametro di sedici centimetri. Estremamente friabile, è composto da due pezzi della stessa consistenza delle sfoglie dei più noti wafer e un ripieno di mandorle tritate e zucchero.
Le cialde vengono tradizionalmente consumate come accompagnamento di gelati, tè, cioccolate calde e vini liquorosi come il tradizionale vin santo.